# 김관용
김관용(金寬容, 1942년 11월 29일 ~ )은 대한민국의 정치인이다. 제29·30·31대 경상북도지사이다.

## 학력
- 1955년 구운국민학교 졸업
- 1958년 대구사범학교 부설중학교 졸업
- 1961년 대구사범학교 부설고등학교 졸업
- 1969년 영남대학교 경제학 학사
- 2001년 영남대학교 행정대학원 행정학 석사

### 명예 박사 학위
- 1998년 금오공과대학교 명예 공학박사
- 2015년 계명대학교 명예 교육학 박사
- 2015년 가자마다 대학교 명예 행정학 박사
- 2015년 몽골 국립대학교 명예 사회과학 박사

## 경력
- 1961년 8월: 구미초등학교 교사
- 1971년 7월: 제10회 행정고시 합격
- 1989년 7월: 경상북도 구미세무서 서장
- 1991년 3월: 대통령 민정비서실 행정관
- 1993년 10월: 서울특별시 용산세무서 서장
- 1995년 ~ 2006년 2월 : 구미시장 (민선1·2·3기)
- 1999년 7월: 경상북도 시장, 군수 협의회 회장
- 1999년 7월: 전국시장·군수·구청장협의회 공동의장
- 2006년 7월 ~ 2018년 6월: 경상북도지사 (민선4·5·6기)
- 2006년 7월 ~ 2018년 6월: 제48대~50대 경상북도체육회장
- 2006년 7월 ~ 2018년 6월: 제2대 한국국학진흥원 이사장
- 2006년 9월: 지역균형발전협의체 공동회장
- 제6회 경주세계문화엑스포 조직위원회 위원장
- 2012년 10월 ~ 2013년 10월: 국가경쟁력강화위원회 위원
- 전국시도지사협의회 한미FTA대책 특별위원장
- 2012년 10월 ~ 2013년 10월: 제6대 전국 시도지사 협의회장
- 2015년 1월: 캄보디아 훈센 총리 문화 분야 정책고문
- 2017년 7월 ~ 2018년 6월: 제2대 중부권정책협의회 회장
- 2017년 7월 ~ 2018년 6월: 제11대 전국 시도지사 협의회장
- 2018년: 필리핀 아테네오 데 마닐라대 객원교수
- 2019년: 자유한국당 국책자문위원회 위원장
- 2020년: 미래통합당 국책자문위원회 위원장
- 2021년 12월 ~ 2022년 3월: 국민의힘 제20대 대통령선거 경북을 살리는 선거대책위원회 선거대책위원장단 총괄선거대책위원장
- 2022년 2월 ~ 2022년 3월: 국민의힘 제20대 대통령선거 선거대책본부 윤석열 대통령 후보 직속 위원회 미래를 여는 희망위원회 상임고문
- 2022년 10월 ~ 제20대 민주평화통일자문회의 수석부의장

## 역대 선거 결과
|  | 45.10% |

|  | 100.00% |

|  | 66.37% |

|  | 76.80% |

|  | 75.36% |

|  | 77.73% |

## 소속 정당
| 소속 정당 | 소속 정당  | 소속 기간 | 비고      |
| --------- | ---------- | --------- | --------- |
|           | 민주자유당 | 1995      | 정계 입문 |
|           | 신한국당   | 1995~1997 | 당명 변경 |
|           | 한나라당   | 1997~2012 | 합당      |
|           | 새누리당   | 2012~2017 | 당명 변경 |
|           | 자유한국당 | 2017~2020 | 당명 변경 |
|           | 미래통합당 | 2020      | 합당      |
|           | 국민의힘   | 2020~현재 | 당명 변경 |

## 같이 보기
- 구미시장
- 경상북도지사
- 대한민국의 민주평화통일자문회의 수석부의장